# Grevillea exul
Grevillea exul är en tvåhjärtbladig växtart. Grevillea exul ingår i släktet Grevillea och familjen Proteaceae.

## Underarter
Arten delas in i följande underarter:
- G. e. bicolor
- G. e. exul
- G. e. rubiginosa
- G. e. nudiflora